# Eurytoma inulae
Eurytoma inulae är en stekelart som beskrevs av Domenichini 2002. Eurytoma inulae ingår i släktet Eurytoma och familjen kragglanssteklar.
Artens utbredningsområde är Italien. Inga underarter finns listade i Catalogue of Life.